# Право и экономика
Право и экономика, или экономический анализ права, — это направление в юриспруденции, изучающее аспекты применения микроэкономической теории к анализу правовых норм. Эта область возникла в США в начале 1960-х годов, в основном благодаря работам экономистов Чикагской школы экономики, таких как Аарон Директор, Джордж Стиглер, Рональд Коуз, а также благодаря работам таких юристов как Ричард Познер и Гвидо Калабрези. Эта область использует экономические концепции для объяснения действия законов, оценки того, какие правовые нормы являются экономически эффективными, и прогнозирования того, какие правовые нормы будут приняты. Существует две основные ветви права и экономики; одна основана на применении методов и теорий неоклассической экономики к позитивному и нормативному анализу права, а вторая — на институциональном анализе права и правовых институтов, с более широким фокусом на экономических, политических и социальных результатах, и пересекается с анализом институтов политики и управления.

## История
Исторические предпосылки права и экономики восходят к классическим экономистам, которым приписывают основы современной экономической мысли. Еще в XVIII веке Адам Смит обсуждал экономические последствия меркантилистского законодательства; позднее Давид Рикардо выступил против британских Хлебных законов на том основании, что они препятствуют производительности сельского хозяйства; а Фредерик Бастиа в своей влиятельной книге «Закон» рассмотрел непредвиденные последствия законодательства, несовершенного с экономической точки зрения. Однако применять экономические методы для анализа законодательства, регулирующего нерыночную деятельность, стали относительно недавно. Европейское движение за право и экономику, возникшее около 1900 года, не оказало особого влияния. В статье 1917 года, анализирующей изучение права и экономики в американских университетах, Юджин Аллен Гилмор пришел к выводу: «Отношения между правом и экономикой, похоже, либо не осознаются, либо… не рассматриваются как отношения, которые желательно или возможно культивировать в достаточной степени».
Гарольд Лухнов, глава Фонда Волкера, не только финансировал Ф. А. Хайека в США, начиная с 1946 года, но и вскоре после этого профинансировал приезд Аарона Директора в Чикагский университет, чтобы создать там новый центр для ученых в области права и экономики. Университет возглавил Роберт Мейнард Хатчинс, близкий соратник Лухнова в создании Чикагской школы, как она стала потом называться. Преподавательский состав университета в то время включал в себя сильную базу ученых-либертарианцев, в том числе Фрэнка Найта, Джорджа Стиглера, Генри Саймонса, Рональда Коуза и Джейкоба Винера. Вскоре в нем появились не только сам Хайек, но и шурин Директора и друг Стиглера Милтон Фридман, а также Роберт Фогель, Роберт Лукас, Юджин Фама, Ричард Познер и Гэри Беккер.
Историки Роберт ван Хорн и Филипп Мировски описали развитие современных экономических концепций в главе «Восхождение Чикагской школы экономики» книги «Дорога из Мон-Пелерина» (2009), а историк Брюс Колдуэлл более подробно изложил эту историю в своей главе «Чикагская школа, Хайек и неолиберализм» в книге «Создание Чикагской экономики» (2011). Начало этому направлению положила статья Гэри Беккера о преступности, опубликованная в 1968 году. В 1972 году Ричард Познер опубликовал первое издание «Экономического анализа права» и основал «Журнал правовых исследований», и оба эти события считаются важными. Гордон Таллок и Фридрих Хайек также много писали в этой области и повлияли на распространение идей права и экономики.
В 1958 году Аарон Директор основал влиятельный журнал The Journal of Law & Economics, который он редактировал совместно с Рональдом Коузом. В 1960 и 1961 годах Рональд Коуз и Гвидо Калабрези независимо друг от друга опубликовали две новаторские статьи, «Проблема социальных издережек» и «Некоторые соображения о распределении риска и деликтном праве». Ричард Познер расценивает появление этих двух статей как отправную точку для современной школы права и экономики.
В начале 1970-х годов Генри Манне (бывший студент Коуза) поставил перед собой цель создать центр права и экономики в одном из крупных юридических вузов. В итоге Манне основал центр в университете Джорджа Мейсона, который стал центром обучения судей, многие из которых никогда ранее не сталкивались с концепциями права и экономики. Манне также привлек поддержку Фонда Джона М. Олина; центры (или программы) Олина по праву и экономике сегодня существуют во многих университетах.

## Позитивный и нормативный подход
В экономическом анализе права различают позитивный и нормативный подходы.
Позитивный подход использует экономический анализ для предсказания последствий различных правовых норм без оценки их желательности или нежелательности для общества. В целом такой подход вообще характерен для всей теории права, а не только в экономическом анализе права. Самое ранее заслуживающее внимания упоминания подобразделения экономической науки на позитивную и нормативную было сделано английским экономистом Джоном Невиллом Кейнсом в его книге «Предмет и метод политической экономии». Кейнс понимал под положительной или позитивной наукой совокупность систематических знаний, относящихся к тому, что есть, а под нормативной или регулятивной наукой — совокупность систематических знаний, относящихся к тому, что должно быть, то есть идеальный предмет, как нечто отличное от действительного.
Так, например, позитивный экономический анализ норм деликтного права может с точки зрения экономики объяснить существование ответственности без вины или т. н. строгой ответственности в гражданском праве в противовес правилам небрежности.
Нормативный подход идет еще дальше, предлагая политические рекомендации, основанные на экономических последствиях различных политик. Ключевым понятием для нормативного экономического анализа является экономическая эффективность.
Общим понятием эффективности, используемым учеными в области права и экономики, является эффективность по Парето. Правовая норма эффективна по Парето, если ее нельзя изменить так, чтобы одному человеку стало лучше, а другому хуже.
Более спорная концепция эффективности — эффективность Калдора-Хикса. Принцип гласит, что «переход от одного состояния экономики к другому, который благоприятствует одним лицам за счет других, приводит к однозначному улучшению благосостояния общества, если те, кто выиграл от вышеуказанных изменений, могут гипотетически компенсировать проигравшим их потери и при этом остаться в выигрыше сами».
Некоторые авторы утверждают, что экономический анализ так или иначе всегда является нормативным. Так, например, Стивен Чунг полагает, что переход от позитивного анализа к нормативной аргументации в отношении правовой политики требует только вывода о том, что эффективное распределение ресурсов желательно для общества. Гвидо Калабрези считает, что в основе многих экономических анализов «фактически — и неизбежно — лежат ценностные суждения».
Ури Вайс предложил такую альтернативу: «В праве и экономике принято искать закон, который приведет к оптимальному результату, обеспечивая максимальный размер „пирога“, и думать о максимизации счастья, а не о минимизации боли. Мы предпочитаем другой подход: Мы не пытаемся определить игры, которые приведут к оптимальному результату, а пытаемся предотвратить игры, в которых в интересах игроков прийти к несправедливому результату».

## Влияние
Экономический анализ права имеет большое влияние как в Соединенных Штатах, так и в других странах. Судебные заключения с определенной регулярностью используют экономический анализ и теории права и экономики, как в США, так и, все чаще, в странах Содружества и в Европе. Влияние права и экономики ощущается и в юридическом образовании: в ряде стран существуют магистерские программы по этому предмету. О влиянии права и экономики в странах гражданского права можно судить по наличию учебников по праву и экономике как на английском, так и на других европейских языках.
Во многих юридических вузах Северной Америки, Европы и Азии есть преподаватели с высшим экономическим образованием. Кроме того, многие профессиональные экономисты сегодня изучают и пишут о взаимосвязи экономики и правовых доктрин. Энтони Кронман, бывший декан Йельской школы права, писал, что «интеллектуальное движение, оказавшее наибольшее влияние на американское академическое право за последние четверть века [XX столетия]», — это право и экономика.

## Критика
Несмотря на свое влияние, движение «право и экономика» подвергается критике с разных сторон. Особенно это касается нормативного подхода. Поскольку большинство ученых в области права и экономики работают в рамках неоклассической экономики, недостатки самого неоклассического подхода подрывают выводы экономического анализа права. Тем не менее появились другие школы экономической мысли, которые были применены к работе в области права и экономики, например, в работе Эдгардо Бускальи и Роберта Кутера в книге «Право и экономика развития».
Основная критика экономического анализа права направлена на предполагаемые преимущества законодательства и политики, когда такие предположения моделируются на основе условий общего равновесия оптимального по Парето. Согласно теории второго наилучшего, например, если выполнение подмножества оптимальных условий невозможно ни при каких обстоятельствах, то неверно делать вывод о том, что выполнение любого подмножества оптимальных условий обязательно приведет к повышению аллокативной эффективности.
По сути, неоклассический анализ «первого лучшего» не позволяет должным образом учесть различные виды общеравновесных обратных связей, возникающих в результате присущих Парето несовершенств.
Другая критика связана с тем, что не существует уникального оптимального результата. Уоррен Сэмюэлс в своей книге 2007 года «Взаимодействие права и экономики» утверждает, что «эффективность в смысле Парето не может быть диспозитивно применена к определению и назначению прав как таковых, поскольку эффективность требует предварительного определения прав».
Критики экономического анализа права утверждают, что нормативный экономический анализ не учитывает важность прав человека и заботы о справедливости. Некоторые из наиболее жестких критических замечаний в адрес права и экономики исходят от представителей движения критических юридических исследований, в частности Дункана Кеннеди и Марка Келмана. Джон Д. Хэнсон из Гарвардской школы права утверждает, что наши правовые, экономические, политические и социальные системы находятся под чрезмерным влиянием индивидуалистической модели поведения, основанной на предпочтениях, вместо модели, включающей в себя когнитивные предубеждения и социальные нормы.
Стоит отметить, что экономический анализ права адаптировался к некоторым из этих критических замечаний и успешно развивается в различных направлениях. Одной из важных тенденций стало применение теории игр к правовым проблемам. Другими событиями стали включение поведенческой экономики в экономический анализ права, а также растущее использование статистических и эконометрических методов. В юридической академии термин «социоэкономика» применяется к экономическим подходам, которые самосознательно шире, чем неоклассическая традиция. Права собственности, которые анализируются с помощью экономического анализа, рассматриваются защитниками права и экономики как фундаментальные права человека.

## Экономический анализ права в России
Экономический анализ права в России прошел долгий путь становления, начиная с дореволюционного периода и до современного этапа, когда он стал признанным направлением в юридической науке.

#### Ранний этап (XVII—XIX века)
Идеи взаимосвязи права и экономики можно найти уже в работах И. Т. Посошкова, А. Н. Радищева и других русских мыслителей XVIII—XIX веков. Так, И. Т. Посошков в своей книге «Книга о скудости и богатстве» подчеркивал роль праведного суда как основы общественного благосостояния и акцентировал внимание на необходимости государственного вмешательства в экономические процессы для их регулирования.
В трудах таких мыслителей, как Н. Г. Чернышевский и И. В. Вернадский, также прослеживаются элементы анализа права с экономической точки зрения. Они рассматривали право как инструмент, тесно связанный с общественными и экономическими отношениями.

#### Дореволюционный период
Ю. С. Гамбаров внес значительный вклад в развитие экономико-правовой мысли. В своем «Курсе гражданского права» (1911) он выделил «Экономическое направление в юриспруденции», где подчеркивал, что право и экономика не находятся в подчинении друг другу, а представляют собой взаимозависимые сферы. Гамбаров считал, что изучение правовых явлений невозможно без учета их экономической основы, и называл право и экономику частями единой социальной науки.
Леонид Иосифович Петражицкий (1867—1931), один из выдающихся российских философов права, заложил основы Петербургской школы философии права. Его исследования охватывали широкие области права, морали и экономики. В последние десятилетия его труды стали объектом внимания ученых, которые находят параллели между его идеями и современным экономическим анализом права.
Одним из значимых вкладов Петражицкого в правовую теорию стала его работа «Права добросовестного владельца на доходы с точки зрения догмы и политики гражданского права» (1897). В этой работе он анализирует институт римского права, касающийся распределения доходов (fructus) между собственником имущества и его владельцем. Петражицкий утверждал, что такие нормы имеют экономическую природу, поскольку направлены на предотвращение ущерба для владельца и сохранение стабильности экономических отношений.
Г. А. Гаджиев выделяет работы Петражицкого как значительный вклад в экономический анализ права, отмечая, что многие идеи российского юриста предвосхитили концепции, разработанные позднее такими учеными, как Рональд Коуз и Ричард Познер. Петражицкий, по мнению Гаджиева, задолго до появления теоремы Коуза обосновал экономическую природу права, предложив методологию анализа правовых норм с точки зрения их влияния на общественное благосостояние. Он считал, что нормы права должны быть не только юридически точными, но и экономически эффективными, чтобы способствовать росту национального богатства и справедливому распределению ресурсов.

#### Советский период
В советское время экономический анализ права развивался под сильным влиянием марксистской теории. Е. Б. Пашуканис занимался изучением правовых явлений в контексте взаимодействия экономического базиса и политико-юридической надстройки. Пашуканис предлагал анализировать правовые отношения через призму экономической категории «товара», следуя методологии К. Маркса.
Однако доминирующий подход советского периода рассматривал право как подчиненное экономике, что ограничивало возможности применения более комплексного анализа. Тем не менее, в этот период начались исследования, связывающие право с экономикой, как, например, в трудах В. П. Шкредова, который подчеркивал влияние экономических отношений на правовые формы.

#### Современное развитие
После 1990-х годов экономический анализ права в России получил новое развитие. Рыночные реформы и переход к рыночной экономике усилили необходимость изучения правовых норм через призму их экономической эффективности. Работы ученых, таких как А. Г. Карапетов, М. Н. Семякин, В. В. Тамбовцев, Г. А. Гаджиев, В. С. Белых и М. И. Одинцова, способствовали внедрению экономических принципов в анализ правовых явлений.
Сегодня экономический анализ права применяется в исследовании как частноправовых, так и публично-правовых вопросов. Этот подход продолжает развиваться, привлекая внимание к таким категориям, как добросовестность, справедливость и эффективность. Российские вузы, включая Высшую школу экономики, Санкт-Петербургский государственный экономический университет и Московский государственный университет, начали включать дисциплины по экономическому анализу права в образовательные программы, что способствует его дальнейшему распространению.
Исследования в области экономического анализа права в России активно поддерживаются Российским фондом фундаментальных исследований (РФФИ). Одним из таких проектов стало исследование в СПбГУ работ представителей Чикагской школы экономического анализа права, в особенности Ричарда Познера. Результатом этого проекта стала книга В. С. Дорохина «Право, мораль и экономика», где критически осмыслена концепция максимизации богатства Познера. Автор предложил альтернативный подход, включающий понятие моральных издержек и интеграцию идей австрийской школы экономики в правовое регулирование.
Современные исследования в этой области проводят также такие ученые, как А. В. Вайпан, А. В. Габов, М. А. Егорова и С. В. Третьякова, которые занимаются вопросами правового регулирования экономических процессов, методологией правоприменения и соотношением экономических и правовых категорий.
Вместе с тем остается ряд проблем, включая преобладание формально-догматического подхода в юридической науке и недостаточную междисциплинарную подготовку юристов. Тем не менее, экономический анализ права в России представляет собой перспективное направление, способное улучшить понимание правовых явлений и повысить качество правотворческой и правоприменительной деятельности.